# Phineas Fletcher
Phineas Fletcher (geb. 1582; gest. 1650) war ein englischer Dichter und Geistlicher. Er ist der älteste Sohn des Dichters und Diplomaten Giles Fletcher des Älteren, Bruder des Klerikers und Dichters Giles Fletcher des Jüngeren und Cousin des Dramatikers John Fletcher.

## Leben und Werk
Phineas Fletcher wurde 1582 geboren. Er studierte in Cambridge am King’s College.
Die von Fletcher hinterlassenen Pastoralen, besonders die Piscatory Eclogues (Fischeridyllen), in denen die Charaktere als Fischerjungen an den Ufern des Flusses Cam dargestellt sind, werfen ein interessantes Licht auf den Dichter und seinen Vater (verkörpert in den Figuren Thyrsil und Thelgon). Zu seinen bekannten Werken zählen The Purple Island, or the Isle of Man (Die Purpurinsel oder Menscheninsel), ein Gedicht in zwölf Cantos, das als schwerfällige Allegorie die physiologische Struktur des menschlichen Körpers und den Geist des Menschen beschreibt. In diesem Hauptwerk imitierte er den Stil Edmund Spensers (um 1552–1599). 1627 veröffentlichte Phineas Fletcher die Jesuitensatire Locustae, vel Pietas Jesuitica (The Locusts or Apollyonists), zwei parallele Gedichte in Lateinisch und Englisch, mit einem wilden Angriff auf die Jesuiten. Herbert Ellsworth Cory (1883–1947) beschrieb in seiner Arbeit über Spenser, die Schule der Fletchers und Milton den Einfluss der Fletchers folgendermaßen:

„The influence of the Fletchers was far greater than has generally been realized. They founded a distinct school of poetry which outlived the chilling influence of the Restoration. Even in the eighteenth century the school survived in the work of William Thompson, one of the earliest definite romanticists of that period. In Milton’s day, most of the Cantabrigians, Crashaw, Joseph Beaumont, Thomas Robinson, and others, wrote more or less in their manner. In his boyhood Milton was enlisted in the School of the Fletchers and their influence is traceable even in his mature poems. Any study of Spenserian material in Milton, then, should include an elaborate examination of the work of the School of the Fletchers.“

Friedrich Bouterweck (1766–1828) beschreibt den Dichter der Fischeridyllen und der Purpurinsel als einen „Dichter von feinem Gefühl und nicht gemeiner Phantasie, freilich weit entfernt von dem Musterhaften in der Erfindung, den Gedanken und der Sprache, aber doch werth, der Vergessenheit entrissen zu werden“.
Eine Ausgabe der sämtlichen Werke von Phineas Fletcher (The poems of Phineas Fletcher, for the first time collected and edited: with memoir, essay, and notes) in vier Bänden wurde privat gedruckt von Alexander B. Grosart (1827–1899) (The Fuller Worthies’ Library, 1869). Als ein Standardwerk gilt das über die dichterischen Werke von Giles und Phineas Fletcher (The Poetical Works of Giles and Phineas Fletcher) von Frederick S. Boas (1862–1957) in der Reihe Cambridge English Classics.
Seine Werke fanden Aufnahme in bekannten Sammlungen englischer Dichter wie die von Robert Anderson (British Poets) und von Alexander Chalmers (The Works of the English Poets).

## Werke (Auswahl)
- The Purple Island, or the Isle of Man.
- Locustae, vel pietas Jesuitica.
- Piscatory Eclogues. Edinburgh, 1771 (archive.org).
- Sicelides.
- De literatis antiquae Britanniae.